# ایزابلا میلفسکا
ایزابلا میلفسکا (لهستانی: Izabela Milewska؛ زادهٔ ۱۹۷۶) بازیگر اهل لهستان است.
از فیلم‌هایی که وی در آن‌ها نقش داشته است، می‌توان به داستان‌های پایان هفته: واپسین حلقه اشاره نمود.